# Lululaund

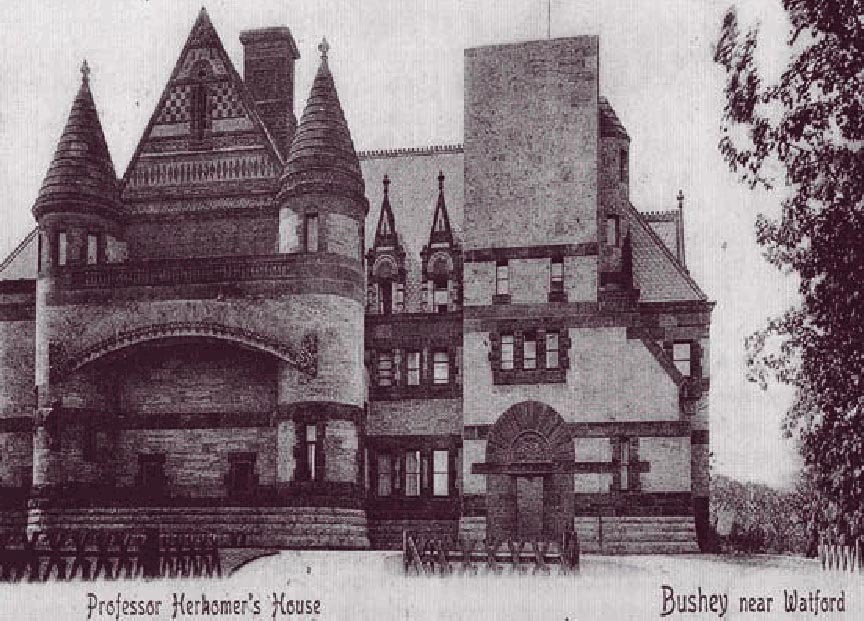
Lululaund um 1900

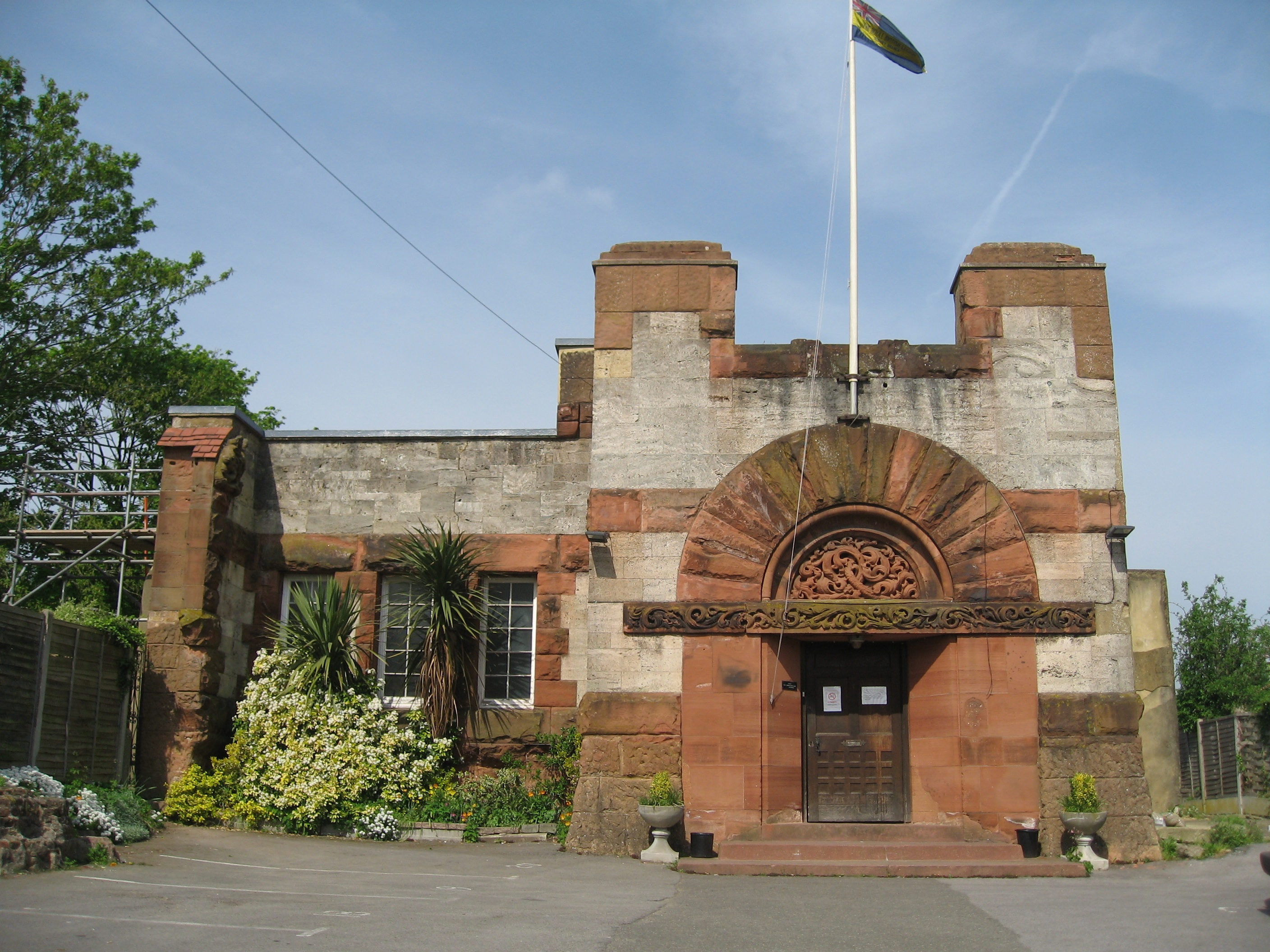
British Legion hall, 2009.

Lululaund in Bushey, Hertfordshire, war die Villa des deutschstämmigen britischen Künstlers Hubert von Herkomer. Sie wurde gegen 1886 entworfen und zu bauen begonnen und wurde ab etwa 1894 bewohnt. Dennoch notiert Herkomer 1911 in seiner Autobiografie:

„Fertig ist sie nicht, und ich würde mir auch nicht wünschen dass der letzte Handgriff getan wäre. Das Haus sollte stets die Möglichkeit haben, weiter zu wachsen, sonst versiegte die Erwartung, und mit ihr der größte Reiz des Lebens.“

Wenigstens zwei Generationen früher hatte man in der Familie Herkomer davon geträumt, ein Haus zu errichten, das ebenso Wohnung wie Denkmal der Familie sein sollte. Erst Hubert war es wirtschaftlich möglich, diesen Traum umzusetzen. Sein Vater und zwei seiner drei Onkel beteiligten sich an diesem Projekt, was der Maler, neben seiner Autobiografie und Familiengeschichte, auch in dem Triptychon The Makers of my House [Die Erbauer meines Hauses] würdigte: Onkel John, Kunsttischler und Holzbildhauer wie Huberts Vater Lorenz, gab seinen erfolgreichen Betrieb in Amerika auf, um den Bau zu leiten, und Onkel Anton, ein Weber, der sich auf Long Island niedergelassen hatte, steuerte die handgewebten Samt-Brokatstoffe nach den Entwürfen des Neffen bei.
1882–83 und 1885–86 hatte sich Herkomer zweimal mehrere Monate lang in den USA aufgehalten, um Vorträge zu halten und bereits bestellte Porträts zu malen. Früh im Jahr 1886 porträtierte er den renommierten amerikanischen Architekten Henry Hobson Richardson, wobei er als Honorar einen Entwurf für ein Haus verlangte, dessen Grundriss er bereits vorgegeben hatte. Kurz vor seinem Tod am 27. April dieses Jahres übergab Richardson das Bild eines vierstöckigen Schlosses im von ihm populär gemachten neuromanischen Stil und erlaubte ausdrücklich, Herkomer könne es nach Gutdünken ändern.
Nach diesem Entwurf gab Herkomer das Haus in Auftrag, das er nach seiner Ende 1885 verstorbenen zweiten Frau Lulu benannte. Es wurde Richardsons einziger Bau in Europa. Die Inneneinrichtung war teilweise im neugotischen Stil ausgestattet, der dem Vater und dem Onkel zeitlebens besonders zugesagt hatte, aber auch mit Elementen, die an den Jugendstil anklingen. Die Villa war auf sehr hohem technischen Standard, wie etwa mit Kalt- und Warmwasser in allen Schlafzimmern oder Elektrizität aus dem hauseigenen Generator, und bot Platz für einen Galeriebereich, Herkomers privates Atelier und Arbeitsräume. Integriert waren eine Kunstschule sowie Bühnen- und Filmstudios; die Produktionen dieses Theaters beeinflussten auch die späteren Bühnenauftritte von Edward Gordon Craig.

Lululaund ~1900
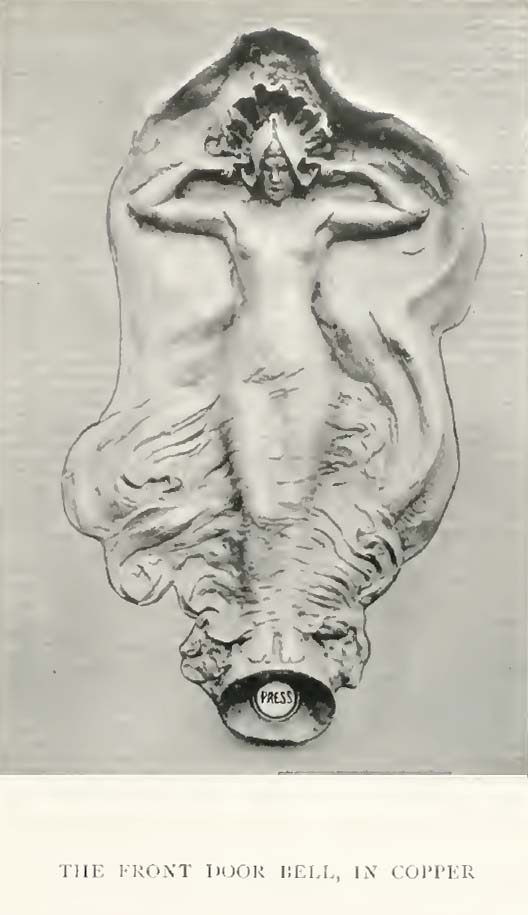
Elektrische (und beleuchtete) Türglocke.
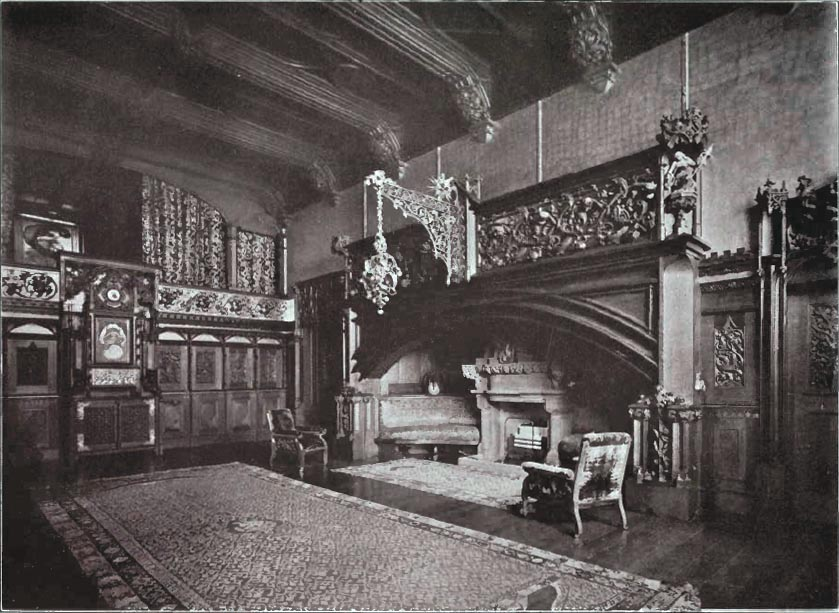
Empfangshalle.
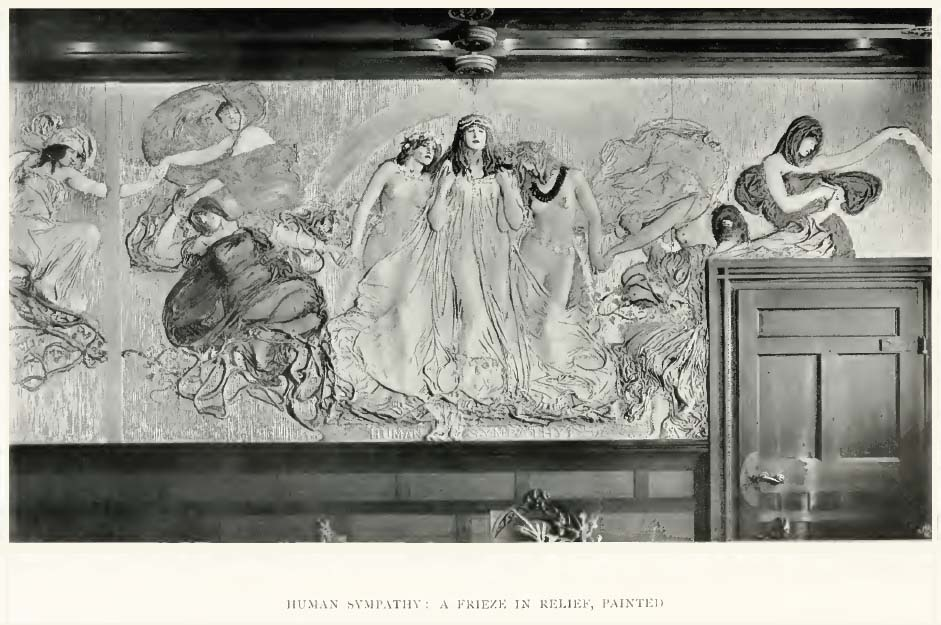
Menschliche Sympathie (Fries im Speisezimmer).
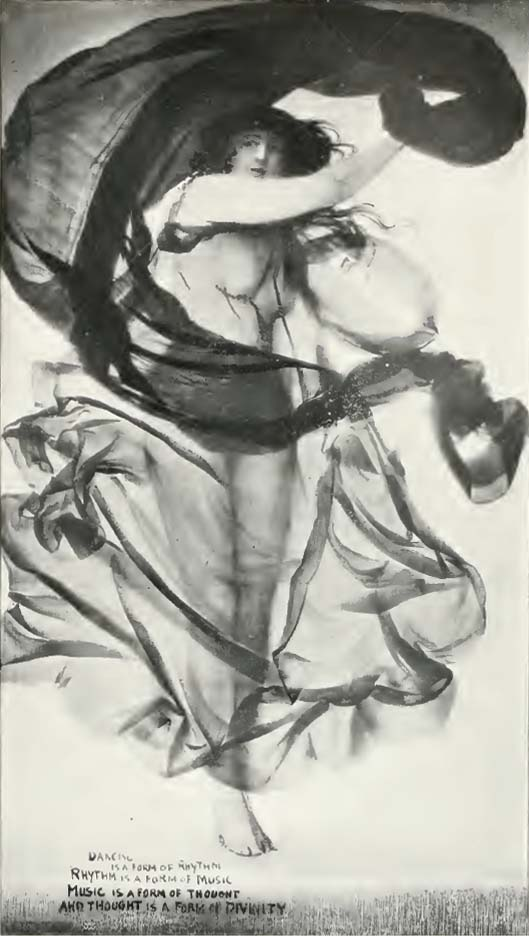
Tanzende. Öl und Seidenvoile.
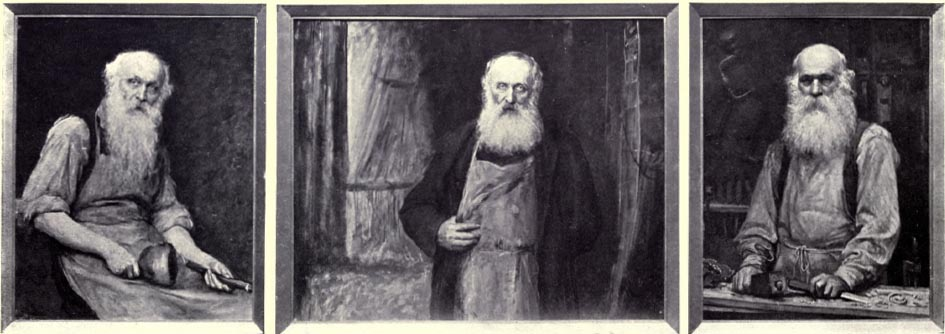
Die Erbauer meines Hauses.

Von den Einwohnern Busheys wurde das Haus häufig Bavarian castle [Bayerische Burg] genannt, doch war man zu Herkomers Lebzeiten mit der Anwesenheit des Künstlers sehr zufrieden gewesen: Die von ihm 1883 gegründete Malschule hatte erheblich zum wirtschaftlichen Aufschwung des zuvor ländlich-verschlafenen Ortes in der Nähe Londons beigetragen.
1939, zu Beginn des Zweiten Weltkriegs, war die Stimmung allerdings anders. Offiziell wegen unzumutbarer Betriebskosten, mit Sicherheit aber auch wegen allgemein antideutscher Stimmung im Land, wurde der Großteil des Bauwerks abgetragen. Nur ein Teil des Portals und Eingangsbereichs verblieb und gehört heute zu einer Versammlungshalle der British Legion. Es steht seit 1978 als Listed Building Grade-II* unter Denkmalschutz.